# Exochogenys nigripennis
Exochogenys nigripennis är en skalbaggsart som beskrevs av Blanchard 1851. Exochogenys nigripennis ingår i släktet Exochogenys och familjen Rutelidae. Inga underarter finns listade i Catalogue of Life.